# Novi Grad (Bosnie-Herzegovine)
Pour les articles homonymes, voir Novi Grad.
Novi Grad est une ville et une municipalité de Bosnie-Herzégovine située dans la république serbe de Bosnie. Selon les premiers résultats du recensement bosnien de 2013, la ville intra muros compte 11 063 habitants et la municipalité 28 799.
Jusqu'à la guerre de Bosnie-Herzégovine, la ville portait le nom de Bosanski Novi.

## Géographie
La municipalité de Novi Grad est située entre les rivières Sana et Una et entre les monts Grmeč et Kozara.

## Histoire
L'actuelle ville de Novi Grad est mentionnée pour la première fois en 1280, sous le nom latin de Smegmus, la « Nouvelle ville ».

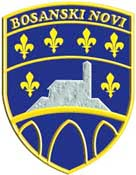
Le blason de Bosanski Novi (ancien nom de Novi Grad)

Après la guerre de Bosnie-Herzégovine, plusieurs localités situées sur son ont été regroupées pour former la municipalité de Kostajnica, qui, comme celle de Novi Grad, a été intégrée à la république serbe de Bosnie.

## Localités

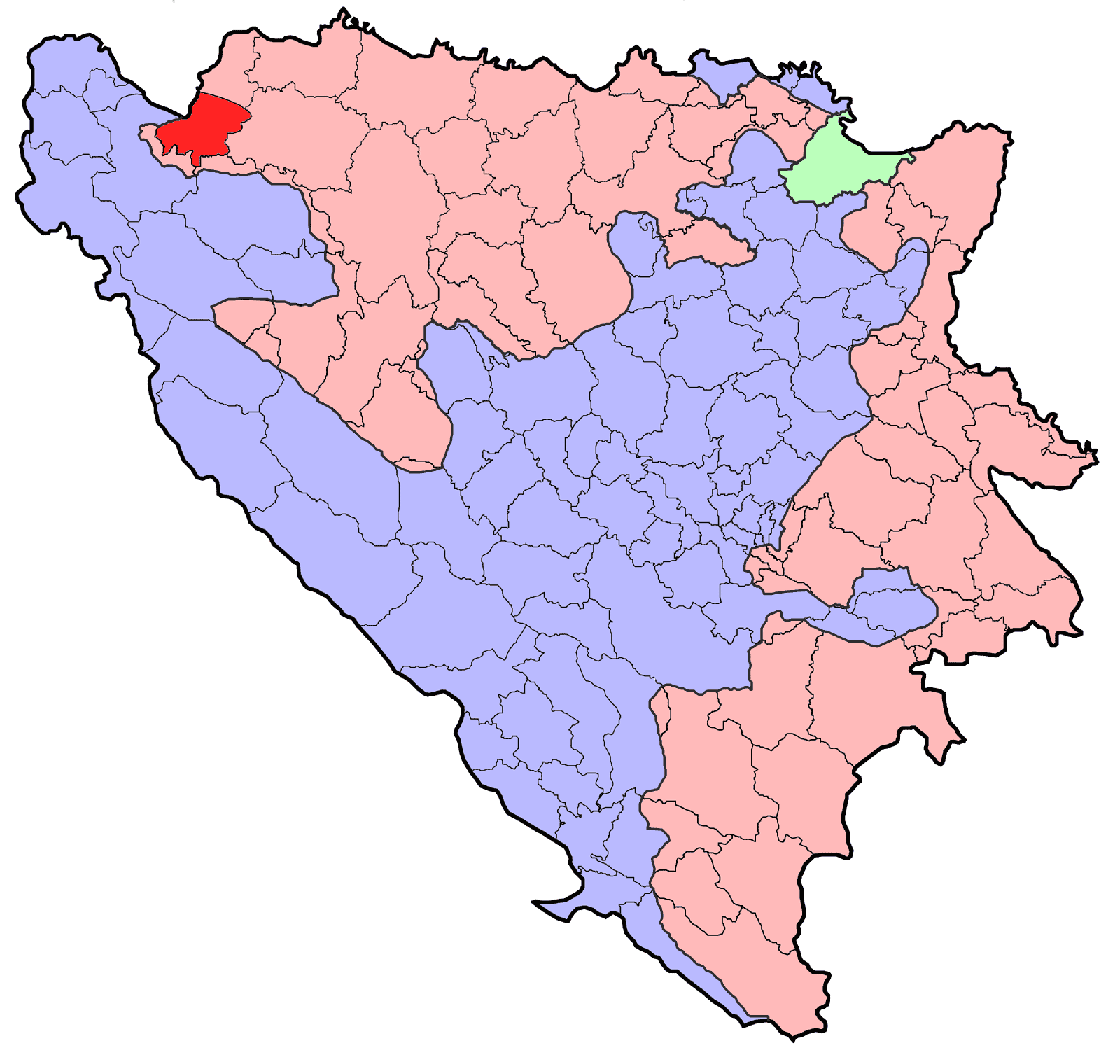
Localisation de la municipalité de Novi Grad en Bosnie-Herzégovine

Depuis les modifications liées à la guerre, la municipalité de Novi Grad compte 48 localités :
| - Ahmetovci - Blagaj Japra - Blagaj Rijeka - Blatna - Novi Grad - Cerovica - Crna Rijeka - Čađavica Donja - Čađavica Gornja - Čađavica Srednja - Ćele - Devetaci | - Dobrljin - Donje Vodičevo - Donji Agići - Donji Rakani - Gornje Vodičevo - Gornji Agići - Gornji Rakani - Grabašnica - Hozići - Johovica - Jošava - Kršlje | - Kuljani - Lješljani - Mala Krupska Rujiška - Mala Novska Rujiška - Mala Žuljevica - Maslovare - Matavazi - Mazić - Petkovac - Poljavnice - Prusci - Radomirovac | - Rakovac - Rašće - Ravnice - Rudice - Sokolište - Suhača - Svodna - Trgovište - Vedovica - Velika Rujiška - Velika Žuljevica - Vitasavci |

## Démographie

### Villeintra munjos

#### Évolution historique de la population dans la villeintra munjos
| 1948  | 1953  | 1961  | 1971  | 1981   | 1991   | 2013   |
| ----- | ----- | ----- | ----- | ------ | ------ | ------ |
| 4 070 | 4 884 | 7 023 | 9 849 | 12 186 | 13 588 | 11 063 |

|  |

### Municipalité

#### Évolution historique de la population dans la municipalité
| 1971   | 1981   | 1991   | 2013   |
| ------ | ------ | ------ | ------ |
| 41 216 | 42 142 | 41 655 | 28 799 |

#### Répartition de la population dans la municipalité (1991)
En 1991, sur un total de 41 665 habitants, la population se répartissait de la manière suivante :

## Religions

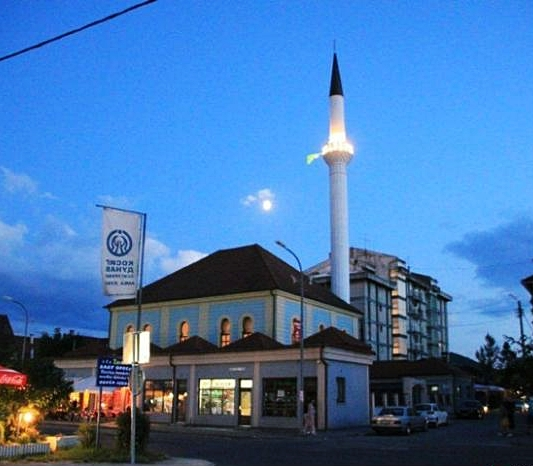
La Čaršijska džamija (mosquée de la čaršija)

## Politique
À la suite des élections locales de 2012, les 27 sièges de l'assemblée municipale se répartissaient de la manière suivante :
| Parti                                                       | Sièges |
| ----------------------------------------------------------- | ------ |
| Alliance des sociaux-démocrates indépendants (SNSD)         | 11     |
| Parti démocratique serbe (SDS)                              | 6      |
| Parti d'action démocratique (SDA)                           | 3      |
| Alliance démocratique nationale (DNS)                       | 3      |
| Parti du progrès démocratique (PDP)                         | 2      |
| Parti radical serbe (SRS) et Parti progressiste serbe (SNS) | 1      |
| Minorités nationales                                        | 1      |

Snježana Rajilić, membre de l'Alliance des sociaux-démocrates indépendants (SNSD), a été élue maire de la municipalité,.

## Personnalités
- Lazar Drljača (1882-1970), peintre
- Stojan Ćelić (1925-1992), peintre, professeur à l'université de Belgrade
- Božidarka Frajt (née en 1940), actrice
- Mihailo Đurić (1917-1942), héros national de la Yougoslavie
- David Pajić (1911-1941), héros national de la Yougoslavie
- Oste Erceg (né en 1947), peintre
- Mustafa Nadarević (né en 1943), acteur
- Bisera Veletanlić (né en 1942), musicien de jazz
- Senka Veletanlić, musicien de jazz